# هایکوش تر-مارتیروسیان
هایکوش تر-مارتیروسیان (ارمنی: Հայկուշ Տեր-Մարտիրոսյան؛  ۱۹۰۵ – ۱۹ اکتبر ۱۹۸۷) یک بازیگر اهل ارمنستان بود. وی بین سال‌های - تا - میلادی فعالیت می‌کرد.

## زندگی‌نامه
وی در ۱۹۰۵ در تبریز به دنیا آمد .   وی در ۱۹ اکتبر ۱۹۸۷ در سن ۸۲ سالگی در لس آنجلس درگذشت.